# Тью, Руби
Руби Тью (англ. Ruby Tew; род. 7 марта 1994, Веллингтон) — новозеландская гребчиха, выступающая за сборную Новой Зеландии по академической гребле с 2012 года. Серебряная и бронзовая призёрка чемпионатов мира, победительница этапов Кубка мира, участница летних Олимпийских игр в Рио-де-Жанейро.

## Биография
Руби Тью родилась 7 марта 1994 года в Веллингтоне, Новая Зеландия. Дочь известного спортивного функционера Стива Тью, исполнительного директора Федерации регби Новой Зеландии.
Заниматься академической греблей начала в 2008 году во время учёбы в Queen Margaret College в Веллингтоне, неоднократно принимала участие в различных студенческих соревнованиях, позже проходила подготовку в веллингтонском гребном клубе Star Boating Club. Окончила Университет Мэсси, получив степень бакалавра в области делового администрирования.
Первого серьёзного успеха на международном уровне добилась в сезоне 2012 года, когда вошла в состав новозеландской национальной сборной и побывала на чемпионате мира в Пловдиве, откуда привезла награду бронзового достоинства, выигранную в юниорской гонке парных четвёрок.
В 2015 году в восьмёрках выиграла серебряные медали на этапе Кубка мира в Люцерне и на мировом первенстве в Эгбелете, где в решающем финальном заезде уступила только экипажу из США.
В 2016 году в восьмёрках взяла бронзу на этапе Кубка мира в Люцерне и была лучшей на этапе в Познани. Благодаря череде удачных выступлений удостоилась права защищать честь страны на летних Олимпийских играх в Рио-де-Жанейро. В программе восьмёрок сумела выйти в главный финал А и показала в решающем заезде четвёртый результат.
После Олимпиады в Рио Тью осталась в составе гребной команды Новой Зеландии на ещё один олимпийский цикл и продолжила принимать участие в крупнейших международных регатах. Так, в 2017 году в восьмёрках она выиграла этап Кубка мира в Познани, стала серебряной призёркой на этапе в Люцерне, получила бронзу на чемпионате мира в Сарасоте — в финале финишировала позади экипажей из Румынии и Канады.
В 2018 году в распашных безрульных четвёрках стартовала на мировом первенстве в Пловдиве — сумела квалифицироваться лишь в утешительный финал В и расположилась в итоговом протоколе соревнований на девятой строке.
На чемпионате мира 2019 года в Линце-Оттенсхайме в четвёрках парных показала на финише пятый результат.